# Diócesis de Lescar
La diócesis de Lescar (en latín: Diœcesis Lascurrensis) es una antigua diócesis de la Iglesia católica en Francia. Es una de las dos diócesis históricas de Bearne junto con la de Olorón.

## Historia
La iglesia catedral era Nuestra Señora de la Asunción de Lescar.
El obispo fue sufragáneo del arzobispo metropolitano de Auch, y era presidente nato de los Estados de Bearne, así como primer consejero del parlamento de Navarra (o Pau). Disfrutó de unos ingresos de aproximadamente 15.000 libras y tuvo que pagar 1.300 florines a la corte de Roma por el envío de sus bulas.
La diócesis fue suprimida por la Constitución Civil del Clero y el Concordato de 1801 y ya no ha sido restablecida. Desde 1909, el obispo de Bayona ostenta también el título de obispo de Lescar y Oloron.

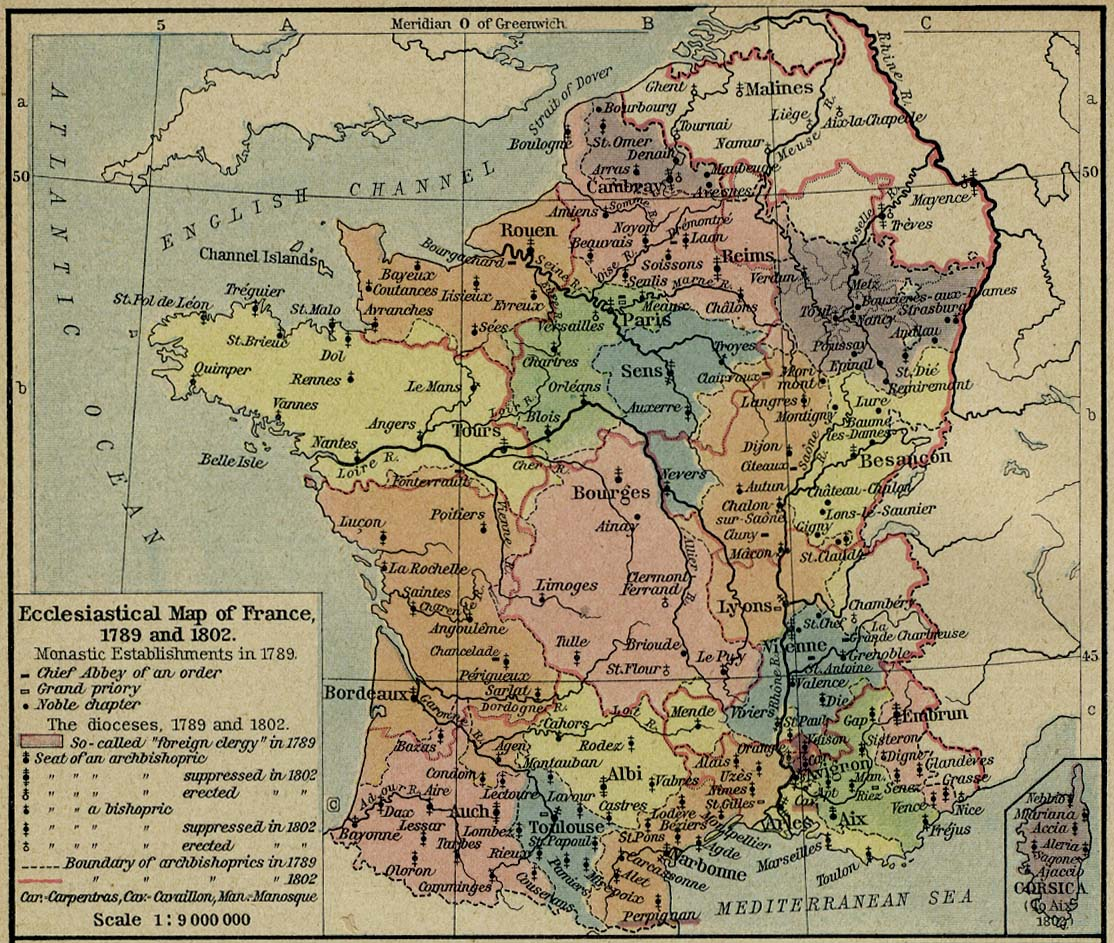
La archidiócesis de Auch y su provincia entre 1789-1802.

Del siglo XIV y hasta la Revolución francesa, los obispos residieron en el palacio episcopal de Lescar, que fue destruido casi por completo en 1800.

## Territorio

Diócesis de Francia en 1801.

En vísperas de la Revolución francesa, la diócesis de Lescar colindaba: al norte, con la de Aire; al este, con las de Tarbes y Auch; al sur, con la de Olorón; y al oeste, con la de Dax. Cubría 240 parroquias o anexos.
Desde el siglo XI, al menos, la diócesis estaba compuesta por seis arcedianos (a su vez divididos en un número variable de arciprestes): Lescar (Lescar, Serres-Castets); Soubestre (Aubin y Arthez); Larbaig (Maslacq y Pardies); Batbielle (Boeil); Vic-Bilh (Lembeye, Anoye, Simacourbe, Thèze, Mont-Diusse) y Rivière-Luy (Sault-de-Navailles).